# أوكتوداد: دادلست كاتش
أوكتوداد: دادلست كاتش (بالإنجليزية: Octodad: Dadliest Catch) ، هي لعبة فيديو من نوع مغامرات وكوميديا، أنتجت عام 2014م .

## وصلات خارجية
- الموقع الرسمي
- Octodad at Facebook

```
at Twitter
```